# Faustino Cueli Arce
Faustino Cueli Arce (Hinojedo, Suances, 4 de gener de 1957) va ser un ciclista espanyol, que fou professional entre 1980 i 1986.

## Palmarès
- 1978
  - Vencedor d'una etapa a la Volta da Ascensión
- 1983
  - Vencedor d'una etapa a la Volta a Cantàbria
  - Vencedor d'una etapa a la Volta a les Valls Mineres

### Resultats al Tour de França
- 1981. 121è de la classificació general

### Resultats a la Volta a Espanya
- 1981. Abandona
- 1983. 17è de la classificació general
- 1984. 40è de la classificació general
- 1985. 31è de la classificació general
- 1986. Abandona